# Диди 10
Диди 10 (енгл. Didi 10) је први ранг рагби 15 такмичења у Грузији.

## О такмичењу
Овим такмичењем руководи Рагби савез Грузије. У лигашком делу учествује 10 клубова. 
Учесници
- Лело
- Кочеби
- АИА
- Локомотива
- Армаци
- Арми
- Џики
- Баграти
- Батуми
- Академија

## Историја
Листа шампиона Грузије у рагбију
- 1967. Динамо Тбилси
- 1968. Локомотива Тбилси
- 1969. Аиа Кутајиши
- 1970. Динамо Тбилси
- 1971. Динамо Тбилси
- 1972. Локомотива Тбилси
- 1973. Динамо Тбилси
- 1974. Динамо Тбилси
- 1975. Динамо Тбилси
- 1976. Динамо Тбилси
- 1977. Локомотива Тбилси
- 1978. Аиа кутајиши
- 1979. Није се играло
- 1980. Универзитет Тбилси
- 1981. ТСМУ Тбилси
- 1982. Аиа кутајиши
- 1984. Аиа кутајиши
- 1985. ЗВИ Тбилси
- 1986. Аиа 2 кутајиши
- 1987. ТСМУ Тбилси
- 1988. Арми Тбилси
- 1989. Аиши Тбилси
- 1990. Аиа кутајиши
- 1991. Аиа кутајиши
- 1992. Локомотива Тбилси
- 1993. Рустави Рустави
- 1994. Тбилси
- 1995. Аиа кутајиши
- 1996. Гумари Тбилси
- 1997. Кочеби Тбилси
- 1998. Кочеби Тбилси
- 1999. Датвеби Тбилси
- 2000. Локомотива Тбилси
- 2001. Локомотива Тбилси
- 2002. Датвеби Тбилси
- 2003. Локомотива Тбилси
- 2004. Лело Тбилси
- 2005. Локомотива Тбилси
- 2006. Локомотива Тбилси
- 2007. Кочеби Тбилси
- 2008. Локомотива Тбилси
- 2009. Лело Тбилси
- 2010. Локомотива Тбилси
- 2011. Армија Тбилси
- 2013. Лело Тбилси
- 2014. Лело Тбилси
- 2015. Лело Тбилси
- 2016. Лело Тбилси
- 2017. Јики гори